# 7e régiment d'infanterie vieux-prussien
Pour les articles homonymes, voir 7e régiment.
Le 7e régiment d'infanterie est un ancien régiment prussien à pied, qui est créé en 1676 en tant que scission du régiment de la Garde. Initialement la garnison se trouve à Berlin-Cölln. Au XVIIIe siècle, elle est située à Stettin.

## Histoire
Le régiment est formé d'unités de l'ancien régiment de la Garde. Au cours de la guerre de Hollande contre la France, les gardes se sont déplacés aux côtés des troupes impériales en Alsace, laissant derrière eux quatre compagnies, qui sont combinées pour former le nouveau régiment de maison de l'électrice de Brandebourg Dorothée.

### Chefs du régiment
Les chefs du régiment sont : 1676 Dorothée de Brandebourg, 1688 Charles-Philippe de Brandebourg-Schwedt, 1695 Christian-Louis de Brandebourg-Schwedt, 1734 Friedrich Casimir von Botzheim (de), 1737 Carl Wilhelm von Bredow (de), 1741 Auguste-Guillaume de Brunswick-Bevern ("Alt-Bevern") ), 1781 Carl Ludwig von Winterfeld (de), 1784 Wilhelm Heinrich von der Goltz (de), 1790 Karl Eduard von Tiedemann (de), 1790 Carl Philipp von Owstin (de)

### Déploiements
Le régiment participe aux batailles suivantes : 1705 Cassano, 1706 Calcinato, 1706 Turin, 1708 Lille, 1710 Aire, 1715 Stralsund, 1741 Mollwitz, 1742 Chotusitz, 1744 Prague, 1745 Hohenfriedeberg, 1756 Lobositz, 1757 Prague 1757 Kolin, 1757 Rossbach & Leuthen, 1758 Zorndorf, 1759 Kunersdorf, 1760 Torgau, 1762 Freiberg

### Évaluations
Dans les mémoires de l'officier silésien von Prittwitz, le régiment est décrit comme un "beau et très grand régiment", "qui, à part les gardes, est l'un des plus excellents de l'armée". Le régiment a une excellente réputation avant la guerre de Sept Ans, mais est pratiquement éliminé à la bataille de Kolin ; Perte : plus de 1000 hommes. Les restes, insuffisamment remplis de nouvelles recrues, ne peuvent plus restaurer l'ancienne réputation. À Zorndorf, le régiment panique. Frédéric II déclare dans un ordre du cabinet en 1774 : « Un comportement de ce genre ne peut être ni justifié ni oublié.

## Apparence et équipement
Au milieu du XVIIIe siècle, l'uniforme régimentaire se compose d'une veste d'uniforme bleue à revers roses. Le caraco est beige. Il n'y a pas de boucles sur la poitrine et les poignets suédois. Les boutons sont de couleur zinc. Le bonnet des grenadiers est rose et blanc, garnitures en laiton argenté avec une touffe rose. Le drapeau du régiment est bleu foncé avec des rayons rouges.

## Dissolution
Le régiment fait partie du corps de réserve en 1806. Le nouveau 2e régiment de grenadiers prussien poursuit la tradition, ainsi dans la Reichswehr, les 1re et 2e compagnies du 5e régiment d'infanterie.